# Еудженіо Монтале
Еудженіо Монтале (італ. Eugenio Montale; 12 жовтня 1896, Генуя — 12 вересня 1981, Мілан) — італійський поет, прозаїк, літературний критик. Довічний сенатор. Лауреат Нобелівської премії з літератури за 1975 рік.
Мотивація Нобелівського комітету: «За його особливу поезію, яка з великої чутливістю митця відтворювала людські цінності в символах життя, позбавленого ілюзій».

## Біографія
Народився в сім'ї комерсанта. Замолоду брав уроки співу, мріяв стати оперним співаком. Брав участь в Першій світовій війні. У 1920-х працював у флорентійському видавництві, згодом — в бібліотеці. В 1938 році після відмови вступити в фашистську партію був звільнений. В 1943 році його вірші були нелегально вивезені за кордон і опубліковані за кордоном (Швейцарія). Після війни переїхав до Мілану, співпрацював з газетою «Корр'єре делла Сера» як літературний і музичний критик.

## Визнання
В 1967 за заслуги перед італійською культурою Монтале отримав звання довічного сенатора, в 1975 році йому була присуджена Нобелівська премія з літератури. Монтале мав звання почесного доктора університету ла Сапієнца (Рим), Міланського університету та Кембріджського університету.
На вірші Монтале написав музику італійський композитор Гоффредо Петрассі (1904—2003).

## Твори
- Ossi di seppia / Панцирі каракатиць (1925)
- Le occasioni / Обставини (1939)
- Finisterre / Фіністерре (1943)
- Farfalla di Dinard / Динарський метелик (1956, вірші в прозі)
- La bufera e altro / Буря й інше (1956)
- Satura / Сатура (1971)
- Mottetti / Мотети (1973)
- Quaderno di quattro anni / Зошит за чотири роки (1977)
- Altri versi / Інші вірші (1980)
- Diario Postumo / Посмертний щоденник (1996)

## Українські переклади
У творчій спадщині перекладача Григорія Кочура є вірші Еудженіо Монтале («Розсипав я на підвіконні крихти…»; «За дротяною огорожею на полустанку…»).
Поезії Монтале українською перекладав також Ю.Педан. В «Антології зарубіжної поезії другої половини XIX — ХХ сторіччя» опубліковано переклади таких творів:
- Щастя
- Вітер з місяця
- Сон в'язня
- «Обтрушую крижинки з милих кіс…»
- «Не витинайте, ножиці, той профіль…»

Джерело: Антологія зарубіжної поезії другої половини XIX — ХХ сторіччя (укладач Д. С. Наливайко).— К.: «Навчальна книга», 2002. Тексти перекладів тут
Монтале перекладав також Остап Тарнавський. У його книжці «Поетичні переклади» (2006) опубліковано такі переклади з Монтале: «Спочину від спеки в полудне», Гіпотеза, «У стіп Твоїх», «Хороніть мене», «Покінчити життя», «Убивство — не моє це форте», Самотність, «Півсторіччя тому», Locuta Lutetia.